# Os Patrícios
Depois da presença no Mundial de Inglaterra em 1966, Portugal teve de esperar 18 longos anos para voltar a pisar o palco de uma grande competição.
No Campeonato Europeu de Futebol de 1984 em França, país onde residia (e reside) uma grande comunidade de portugueses, as expectativas lusas eram grandes e o apoio patriótico não iria faltar aos bravos «heróis lusitanos». Para dar continuidade à saga dos «Magriços» de 1966, nasceram os «Patrícios», com direito a mascote e hino.
O «Patrício» era a mascote criada por Raul de Carvalho, baseado na imagem do «Zé Povinho» de Rafael Bordalo Pinheiro, em homenagem aos imigrantes portugueses em França, e no resto da Europa.

## Jogadores
| Jogador        | Posição      | Clube      |
| -------------- | ------------ | ---------- |
| Bento          | Guarda-redes | Benfica    |
| Damas          | Guarda-redes | Sporting   |
| Jorge Martins  | Guarda-redes | Belenenses |
|                |              |            |
| Álvaro         | Defesa       | Benfica    |
| João Pinto     | Defesa       | Porto      |
| António Veloso | Defesa       | Benfica    |
| Lima Pereira   | Defesa       | Porto      |
| Eurico         | Defesa       | Porto      |
| Bastos Lopes   | Defesa       | Benfica    |
| Eduardo Luís   | Defesa       | Porto      |
|                |              |            |
| Vermelhinho    | Médio        | Porto      |
| António Sousa  | Médio        | Sporting   |
| Diamantino     | Médio        | Benfica    |
| Jaime Pacheco  | Médio        | Sporting   |
| Frasco         | Médio        | Porto      |
| Carlos Manuel  | Médio        | Benfica    |
|                |              |            |
| Chalana        | Avançado     | Benfica    |
| Fernando Gomes | Avançado     | Porto      |
| Jordão         | Avançado     | Sporting   |
| Nené           | Avançado     | Benfica    |

## Fase final

### Grupo B
| Selecção           | J | V | E | D | GM | GS | +/- | Pts |
| ------------------ | - | - | - | - | -- | -- | --- | --- |
| Espanha            | 3 | 1 | 2 | 0 | 3  | 2  | +1  | 4   |
| Portugal           | 3 | 1 | 2 | 0 | 2  | 1  | +1  | 4   |
| Alemanha Ocidental | 3 | 1 | 1 | 1 | 2  | 2  | 0   | 3   |
| Romênia            | 3 | 0 | 1 | 2 | 2  | 4  | −2  | 1   |

### Alemanha Ocidental vs Portugal
| 14 de junho de 1984 | Alemanha Ocidental | 0 – 0     | Portugal | Stade de la Meinau, Estrasburgo           |
| 17:15               |                    | Relatório |          | Público: 47,950 Árbitro: Romualdas Yushka |

| Alemanha Ocidental | Portugal |

| GK             | 1  | Harald Schumacher         |  |     |
| SW             | 15 | Uli Stielike              |  |     |
| CB             | 5  | Bernd Förster             |  |     |
| CB             | 4  | Karlheinz Förster         |  |     |
| CB             | 2  | Hans-Peter Briegel        |  |     |
| RM             | 18 | Guido Buchwald            |  | 67' |
| CM             | 11 | Karl-Heinz Rummenigge (c) |  |     |
| CM             | 6  | Wolfgang Rolff            |  | 67' |
| LM             | 7  | Andreas Brehme            |  |     |
| CF             | 9  | Rudi Völler               |  |     |
| CF             | 8  | Klaus Allofs              |  |     |
| Substituições: |    |                           |  |     |
| MF             | 13 | Lothar Matthäus           |  | 67' |
| MF             | 19 | Rudolf Bommer             |  | 67' |
| Treinador:     |    |                           |  |     |
| Jupp Derwall   |    |                           |  |     |

| GK               | 1  | Manuel Bento (c)     |     |     |
| RB               | 9  | João Pinto           |     |     |
| CB               | 10 | António Lima Pereira |     |     |
| CB               | 11 | Eurico Gomes         |     |     |
| LB               | 17 | Álvaro               | 40' |     |
| RM               | 7  | Carlos Manuel        |     |     |
| CM               | 14 | António Frasco       |     | 79' |
| CM               | 15 | Jaime Pacheco        |     |     |
| LM               | 13 | António Sousa        |     |     |
| CF               | 4  | Fernando Chalana     |     |     |
| CF               | 3  | Rui Jordão           |     | 85' |
| Substituições:   |    |                      |     |     |
| DF               | 8  | António Veloso       |     | 79' |
| FW               | 6  | Fernando Gomes       |     | 85' |
| Treinador:       |    |                      |     |     |
| Fernando Cabrita |    |                      |     |     |

### Portugal vs Espanha
| 17 de junho de 1984 | Portugal  | 1 – 1     | Espanha        | Stade Vélodrome, Marselha               |
| 20:30               | Sousa 52' | Relatório | Santillana 73' | Público: 30,000 Árbitro: Michel Vautrot |

| Portugal | Espanha |

| GK               | 1  | Manuel Bento (c)     |     |     |
| RB               | 9  | João Pinto           | 44' |     |
| CB               | 10 | António Lima Pereira |     |     |
| CB               | 11 | Eurico Gomes         |     |     |
| LB               | 17 | Álvaro               |     |     |
| RM               | 7  | Carlos Manuel        |     |     |
| CM               | 14 | António Frasco       |     | 76' |
| CM               | 15 | Jaime Pacheco        |     |     |
| CM               | 13 | António Sousa        |     |     |
| LM               | 4  | Fernando Chalana     |     |     |
| CF               | 3  | Rui Jordão           |     |     |
| Substituições:   |    |                      |     |     |
| FW               | 19 | Diamantino Miranda   |     | 76' |
| Treinador:       |    |                      |     |     |
| Fernando Cabrita |    |                      |     |     |

| GK             | 1  | Luis Arconada (c)       |     |     |
| SW             | 4  | Antonio Maceda          |     |     |
| CB             | 2  | Santiago Urquiaga       |     | 79' |
| CB             | 5  | Andoni Goikoetxea       |     |     |
| CB             | 3  | José Antonio Camacho    |     |     |
| RM             | 10 | Ricardo Gallego         |     |     |
| CM             | 8  | Víctor Muñoz            |     |     |
| CM             | 14 | Julio Alberto           |     | 70' |
| LM             | 6  | Rafael Gordillo         |     |     |
| CF             | 9  | Santillana              |     |     |
| CF             | 11 | Francisco José Carrasco | 25' |     |
| Substituições: |    |                         |     |     |
| FW             | 19 | Manuel Sarabia          |     | 70' |
| MF             | 7  | Juan Antonio Señor      |     | 79' |
| Treinador:     |    |                         |     |     |
| Miguel Muñoz   |    |                         |     |     |

### Portugal vs Roménia
| 20 de junho de 1984 | Portugal | 1 – 0     | Romênia | Stade de la Beaujoire, Nantes          |
| 20:30               | Nené 81' | Relatório |         | Público: 24,266 Árbitro: Heinz Fahnler |

| Portugal | Roménia |

| GK               | 1  | Manuel Bento (c)     |     |     |
| RB               | 9  | João Pinto           |     |     |
| CB               | 10 | António Lima Pereira |     |     |
| CB               | 11 | Eurico Gomes         |     |     |
| LB               | 17 | Álvaro               |     |     |
| RM               | 14 | António Frasco       |     |     |
| CM               | 7  | Carlos Manuel        |     | 63' |
| CM               | 13 | António Sousa        |     |     |
| LM               | 4  | Fernando Chalana     |     | 15' |
| CF               | 3  | Rui Jordão           |     |     |
| CF               | 6  | Fernando Gomes       |     |     |
| Substituições:   |    |                      |     |     |
| FW               | 19 | Diamantino Miranda   | 77' | 15' |
| FW               | 2  | Nené                 |     | 63' |
| Treinador:       |    |                      |     |     |
| Fernando Cabrita |    |                      |     |     |

| GK             | 12 | Dumitru Moraru         |     |     |
| SW             | 3  | Costică Ștefănescu (c) |     |     |
| CB             | 16 | Nicolae Negrilă        |     |     |
| CB             | 6  | Gino Iorgulescu        | 26' |     |
| CB             | 4  | Nicolae Ungureanu      |     |     |
| RM             | 2  | Mircea Rednic          |     |     |
| CM             | 10 | László Bölöni          |     |     |
| CM             | 8  | Michael Klein          |     |     |
| LM             | 14 | Mircea Irimescu        | 14' | 59' |
| CF             | 7  | Marcel Coraș           |     |     |
| CF             | 9  | Rodion Cămătaru        |     | 34' |
| Substituições: |    |                        |     |     |
| MF             | 18 | Ionel Augustin         |     | 34' |
| FW             | 19 | Romulus Gabor          |     | 59' |
| Treinador:     |    |                        |     |     |
| Mircea Lucescu |    |                        |     |     |

## Semi-final

### França vs Portugal
| 23 de junho de 1984 Histórico | França                           | 3 – 2 (a.p.) | Portugal       | Stade Vélodrome, Marseille             |
| 20:00                         | Domergue 24' 114' · Platini 119' | Relatório    | Jordão 74' 98' | Público: 54,848 Árbitro: Paolo Bergamo |

| França | Portugal |

| GK             | 1  | Joël Bats              |     |      |
| SW             | 4  | Maxime Bossis          |     |      |
| CB             | 5  | Patrick Battiston      |     |      |
| CB             | 15 | Yvon Le Roux           |     |      |
| CB             | 3  | Jean-François Domergue |     |      |
| RM             | 6  | Luis Fernández         |     |      |
| CM             | 14 | Jean Tigana            |     |      |
| CM             | 10 | Michel Platini (c)     |     |      |
| LM             | 12 | Alain Giresse          |     |      |
| CF             | 17 | Bernard Lacombe        | 44' | 66'  |
| CF             | 13 | Didier Six             |     | 104' |
| Substituições: |    |                        |     |      |
| MF             | 7  | Jean-Marc Ferreri      |     | 66'  |
| MF             | 11 | Bruno Bellone          |     | 104' |
| Treinador:     |    |                        |     |      |
| Michel Hidalgo |    |                        |     |      |

| GK               | 1  | Manuel Bento (c)     |      |     |
| RB               | 9  | João Pinto           |      |     |
| CB               | 10 | António Lima Pereira | 26'  |     |
| CB               | 11 | Eurico Gomes         | 89'  |     |
| LB               | 17 | Álvaro               |      |     |
| RM               | 14 | António Frasco       |      |     |
| CM               | 15 | Jaime Pacheco        |      |     |
| CM               | 13 | António Sousa        |      | 62' |
| LM               | 4  | Fernando Chalana     |      |     |
| CF               | 3  | Rui Jordão           |      |     |
| CF               | 19 | Diamantino Miranda   |      | 46' |
| Substituições:   |    |                      |      |     |
| FW               | 6  | Fernando Gomes       | 104' | 46' |
| FW               | 2  | Nené                 |      | 62' |
| Treinador:       |    |                      |      |     |
| Fernando Cabrita |    |                      |      |     |